# Chemin de fer djibouto-éthiopien
Le chemin de fer djibouto-éthiopien est une ancienne ligne à voie unique et métrique longue de 784 km, reliant Djibouti, la capitale de la république homonyme, à Addis-Abeba, capitale de l'Éthiopie.
 
La ligne a été construite entre 1897 et 1917, et inaugurée le 9 mai 1917. 
La société exploitante s'est appelée Compagnie impériale des chemins de fer éthiopiens (CIE), puis Compagnie du chemin de fer franco-éthiopien (CFE) à partir de 1909, avant de devenir la Compagnie du chemin de fer djibouto-éthiopien (CDE) en octobre 1981. L'exploitation de la ligne s'est définitivement interrompue dans les années 2000.
Elle est remplacée depuis 2016 par la nouvelle ligne à voie normale reliant Addis-Abeba à Djibouti.

## Contexte

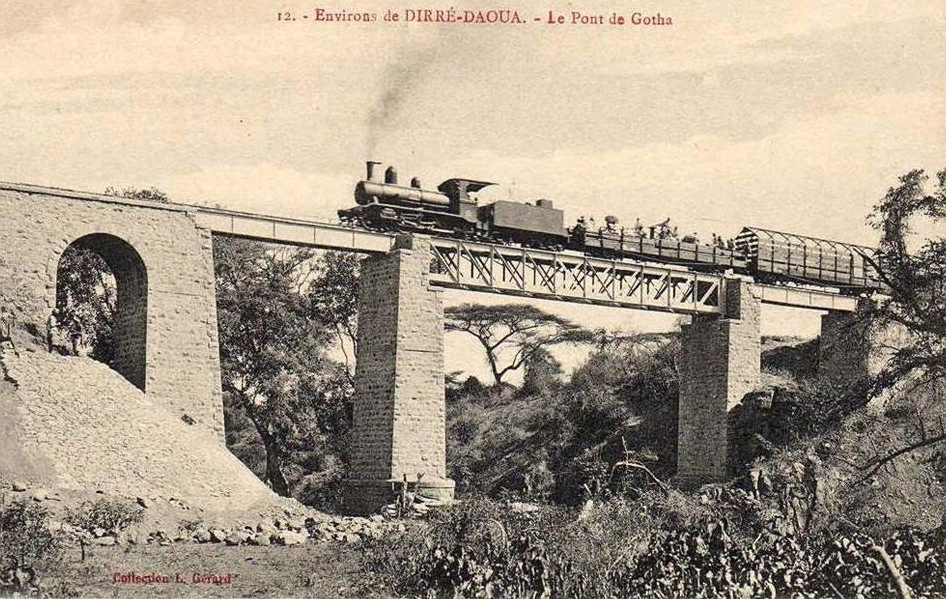
Un train sur le pont de Gotha près de Dire Dawa.

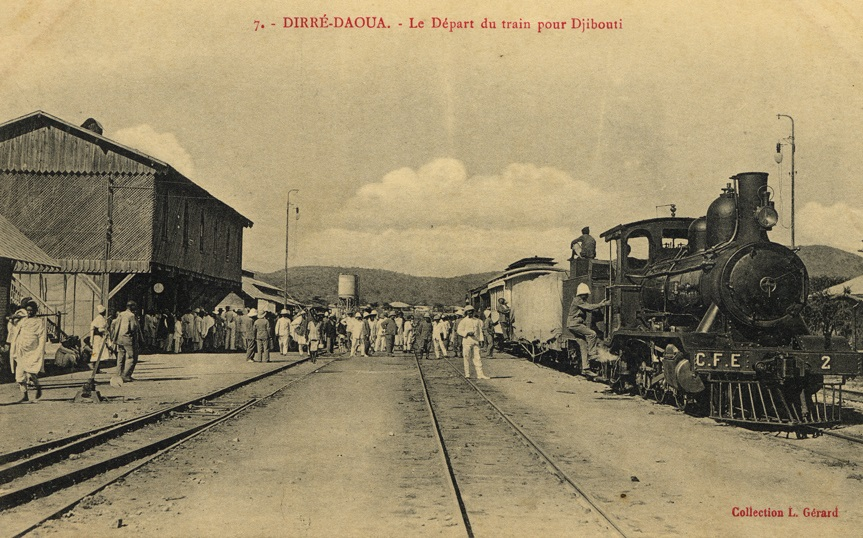
Un train quitte Dire Dawa pour Djibouti.

La construction du chemin de fer est à replacer dans le contexte historique marqué par la volonté des puissances coloniales de dominer la Corne de l'Afrique. L'empereur Ménélik II, sorti victorieux de la bataille d’Adoua, tenait à l’indépendance de son pays.
Le premier projet de construction ferroviaire dans la Corne de l'Afrique semble être celui élaboré par Brémond, en 1883, qui envisageait de relier la côte à l'Awash . Mais c'est l'ingénieur suisse Alfred Ilg qui obtient le 9 mars 1894 une concession de Menelik II qu'il essaye de mettre en œuvre avec le commerçant Léon Chefneux. Cette concession prévoit « la construction et l'exploitation d'un chemin de fer allant de Djibouti à Harrar, de Harrar à Entotto, et d'Entotto au Kaffa et au Nil Blanc» (art. 1). Ce n'est qu'après la victoire éthiopienne d'Adwa que les autorités françaises autorisent le passage gratuit de la ligne sur le territoire de la Côte française des Somalis.
La ligne prévue par la concession devait se diviser en trois sections : un point terminal partant de Djibouti pour arriver à Harar, une étape intermédiaire qui relierait Harar au comptoir d’Enttoto, et un dernier tronçon parcourant l’Afrique Nilotique. 

### Résistances au projet
Le projet souleva de nombreuses objections tant en Éthiopie que dans les territoires parcourus par la ligne. Les dignitaires des groupes locaux craignaient que le chemin de fer n'accentue la colonisation européenne. Les propriétaires de caravanes de chameaux considéraient ce projet comme entrant en concurrence directe avec leurs activités. Les Européens (Italie et Royaume-Uni) firent eux aussi part de leurs réserves quant à l'impact de l'entreprise ferroviaire sur leurs propres intérêts économiques.

## Construction

### Premier tronçon
En 1896 se crée la première compagnie ferroviaire, privée, la Compagnie impériale du chemin de fer franco-éthiopien (CIE), au capital de 2 millions de francs répartis en 4 000 actions.

Après que, le 5 novembre 1896, Menelik accepte que la première section ne se termine pas à Harar mais reste dans la plaine, la construction de la ligne commence à Djibouti en octobre ou novembre 1897. Un premier tronçon, entre Djibouti et Dewele (108 km) est ouvert à l'exploitation le 14 juillet 1900.

Les fonds sont insuffisants et la société fait appel à des capitaux britanniques (les frères Ochs). Cependant, les frais financiers et de complexes manœuvres financières (par exemple le capital n'est pas appelé et la société utilise de coûteux emprunts), maintiennent la compagnie au bord du dépôt de bilan. C'est la convention dite « Bonhoure-Chefneux », du 6 février 1902, approuvée par la loi du 4 avril, qui, en accordant à la compagnie une subvention annuelle de 500 000 francs en échange du retrait des capitaux britanniques, permet d'amener la voie à la ville nouvelle de Dire Dawa en décembre 1902.

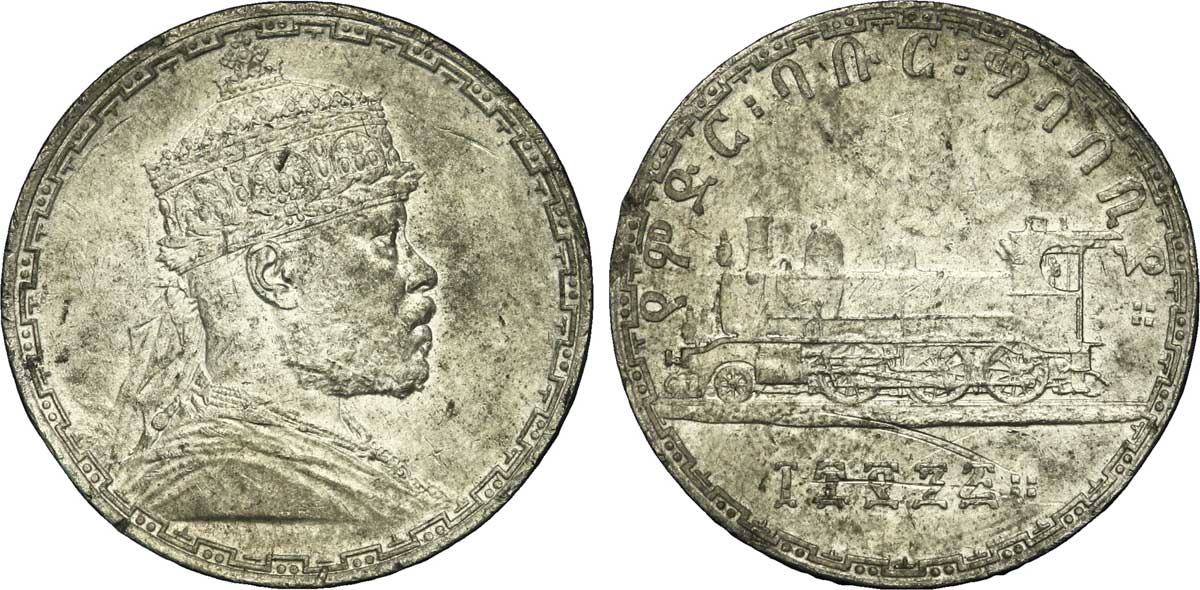
Médaille commémorative. Avers : portrait de Ménélik II à droite au type du thaler ; Revers : locomotive à vapeur allant à gauche, texte en amharique የዎድር ፤ባቡር ፤ማሳሰቢያ ። (En souvenir du chemin de fer) suivi, en caractères guèzes de la date 1895 du Calendrier éthiopien correspondant à l'année allant de septembre 1902 à septembre 1903 du calendrier grégorien.

Alors que les travaux avancent, les tribus nomades somalis s'inquiètent de la fin de leur contrôle du commerce caravanier. Les relations des habitants avec la compagnie et ses salariés sont tumultueuses et très violentes. En février 1899, neuf ouvriers sont tués dans une attaque du chantier. Le service de sécurité de la compagnie organise des représailles, attaque les campements, razzie les troupeaux… En février 1900, le gouverneur dénonce les pratiques des constructeurs qui « peuvent se résumer en cinq mots : refus de paiement, ligotement des indigènes, bastonnades, viols de femmes, au besoin assassinats ».
Les discussions s’apaiseront après qu’un des délégués français écarta les jambes et s’exclama : « Dans l’immensité de votre territoire nous ne vous demandons rien que l’espace entre mes deux pieds, comment pouvez-vous nous le refuser ? »[réf. nécessaire]. Les chefs de tribus acceptèrent mais obtinrent la gratuité du transport pour les personnes membres de leur clan[réf. nécessaire].
La Compagnie rencontre des difficultés multiples. Le chantier a été sous-évalué (225 km au lieu des 310 réels), le terrain est difficile, et surtout l'argent manque et les travaux piétinent. Le trust britannique piloté par les frères Ochs tente de prendre le contrôle de la Compagnie. Ils proposent dès 1898 de garantir le financement en échange de l'abandon du monopole sur les voies ferrées vers le Shewa, et donc la possibilité de construire un embranchement vers les ports britanniques du Somaliland, Zeila ou Berbera. Le Comité de l'Afrique française et les milieux coloniaux obtiennent que le caractère français de la ligne soit maintenu. La convention de 1902 (voir plus haut) qui met la compagnie sous contrôle des autorités coloniales, et des techniques de construction sommaires (comme la « ligne molle » qui fait traverser les rivières temporaires en posant la voie sur le fond sans construire de pont) permettent au chemin de fer d'atteindre la plaine où s'établit Dire Dawa en décembre 1902.

### Deuxième tronçon
Cependant la prise de contrôle par un État étranger de la compagnie chargée de la construction de la principale infrastructure de transport du pays ne peut laisser les autorités éthiopiennes indifférentes. Menelik n'accorde donc pas l'autorisation de construction de la deuxième section, et tente de s'appuyer sur les autres puissances européennes. Mais l'accord du 13 décembre 1906 qui partage l'Éthiopie en zones d'influences réservées à la France, l'Italie et le Royaume-Uni ne lui laisse aucune chance. Il marque aussi l'abandon par la France de la troisième section, entre Addis Abeba et le Nil.
La Compagnie impériale, abandonnée par la France, l'Éthiopie et le Royaume-Uni, est amenée au dépôt de bilan le 3 juin 1907. Elle a dépensé en tout 47,8 millions de francs, dont 10 millions de frais financiers, 4 millions de droits à Ilg et Chefneux et 32,5 millions de frais de construction. C'est l'administration coloniale de Djibouti qui prend alors en charge sa gestion provisoire en régie.
Malgré quelques tentatives de résistance, Menelik est contraint en 1908 de signer sous la pression de l'envoyé français Antony Klobukowski deux accords. Le premier, signé le 10 janvier 1908, est un traité d'amitié qui prévoit un régime dit de « capitulation » pour les Européens résidant en Éthiopie, qui relèvent alors en droit civil et pénal de leur consul. Le second, le 30 janvier 1908, est la concession de la ligne à un Français, son médecin, le docteur Joseph Vitalien, représentant d'une compagnie à créer chargée de l'exploitation du tronçon existant et de la construction de la deuxième section.
La nouvelle « Compagnie du chemin de fer franco-éthiopien » est constituée par de grandes banques françaises, sous la houlette de la Banque de l'Indochine. Entre le 5 et le 8 mars 1909, plusieurs accords organisent les relations entre le gouvernement français et la compagnie et l'indemnisation des actionnaires de la Compagnie impériale. En échange de la garantie financière totale de l'État, la construction, l'exploitation et la gestion de la ligne sont contrôlées par le gouvernement français sur l'ensemble du tracé. Le chemin de fer est alors une enclave souveraine française en Éthiopie, marquant la faiblesse de l'indépendance éthiopienne à ce moment.
Les travaux reprennent en janvier 1910. Soixante-six kilomètres sont mis en exploitation en mai 1911, 100 en août 1912, 145 en mai 1913, 235 en février 1914. La ligne atteint alors la rivière Awash. En avril 1915, 779 kilomètres sont construits jusqu'à Addis Abeba, mais l'exploitation s'arrête à Mojo (km 715) en raison d'un désaccord sur la construction de la gare terminale. La même année, la nouvelle gare de Dire Dawa est construite. Ce n'est que le 7 juin 1917 que l'ensemble de la ligne est ouverte. La gare d'Addis-Abeba est inaugurée le 3 décembre 1929.

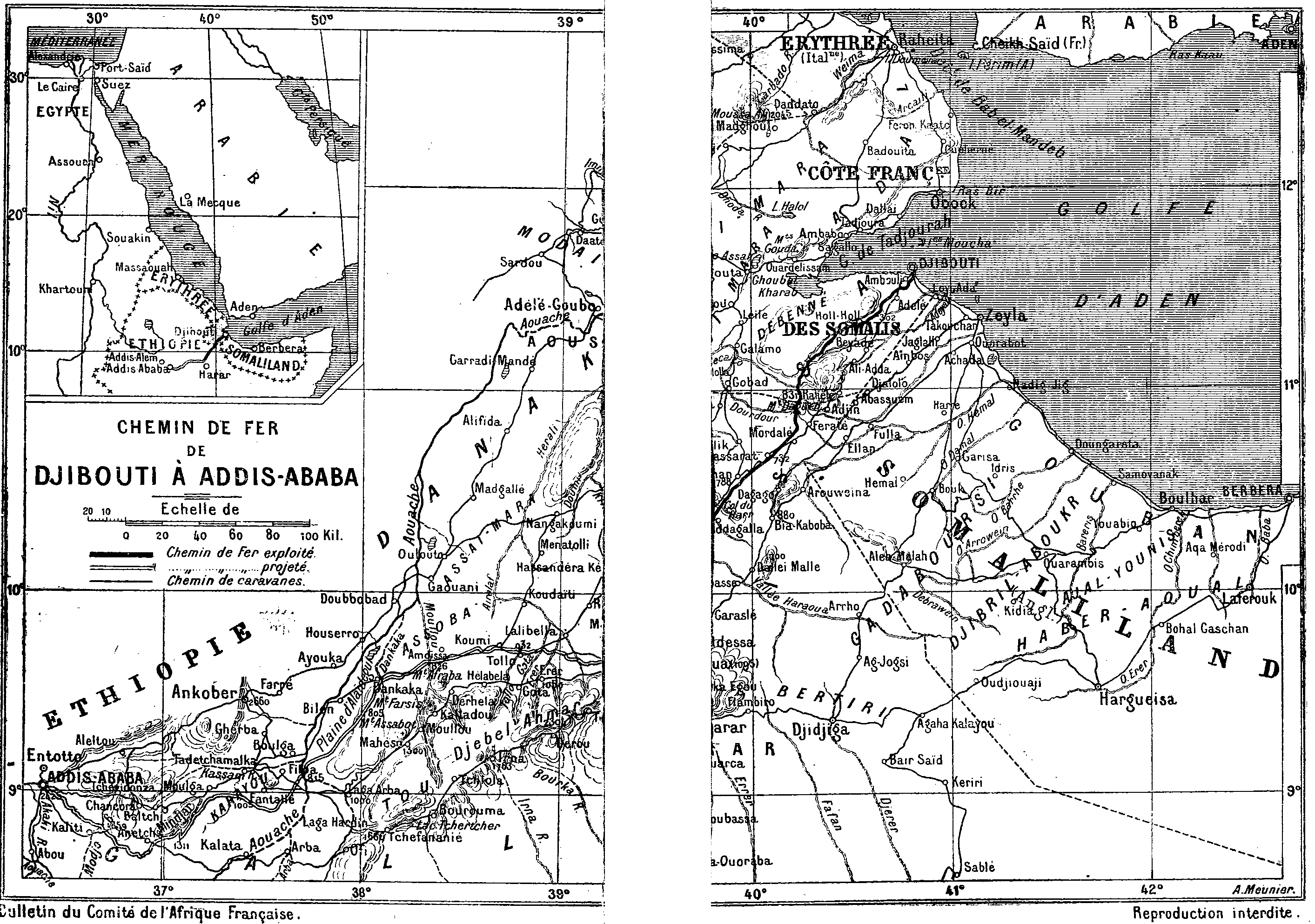
Premier tracé du Chemin de Fer de Djibouti à Addis-Abeba.

## Exploitation

### La première Compagnie du chemin de fer franco-éthiopien (1909-1959)
La Compagnie du chemin de fer franco-éthiopien est présidée successivement par Ernest Roume de 1909 à 1915, Pierre Famin de 1915 à 1922, Maxime Getten de 1922 à 1932 et Charles Michel-Côte jusqu'en 1959. Sous tutelle du gouvernement français qui y exerce un contrôle financier, elle assure l'exploitation de la ligne de 1909 à 1941, puis de 1946 à 1959. Entre 1941 et 1946, l'exploitation est divisée en deux parties, la partie éthiopienne étant administrée par les autorités militaires britanniques.
Les conditions de l'exploitation en Éthiopie sont modifiées par plusieurs accords entre la Compagnie et le gouvernement. Celui du 31 mars 1922 règle la question des terrains nécessaires à la construction de la gare d'Addis Abeba et supprime la douane de Dire-Dawa. Le 12 août 1924, le début de la concession de 99 ans est fixé au 1er janvier 1918. Mais surtout, le 20 mars 1926, un accord finalise les modalités de construction de la gare d'Addis Abeba et organise le transfert aux autorités éthiopiennes de l'administration de la ville de Dire Dawa (qui ne s'appliquera toutefois qu'en 1931). L'exploitation est bénéficiaire dès 1923. Le trafic du chemin de fer atteint un maximum vers 1928 avec environ 70 000 tonnes transportées.

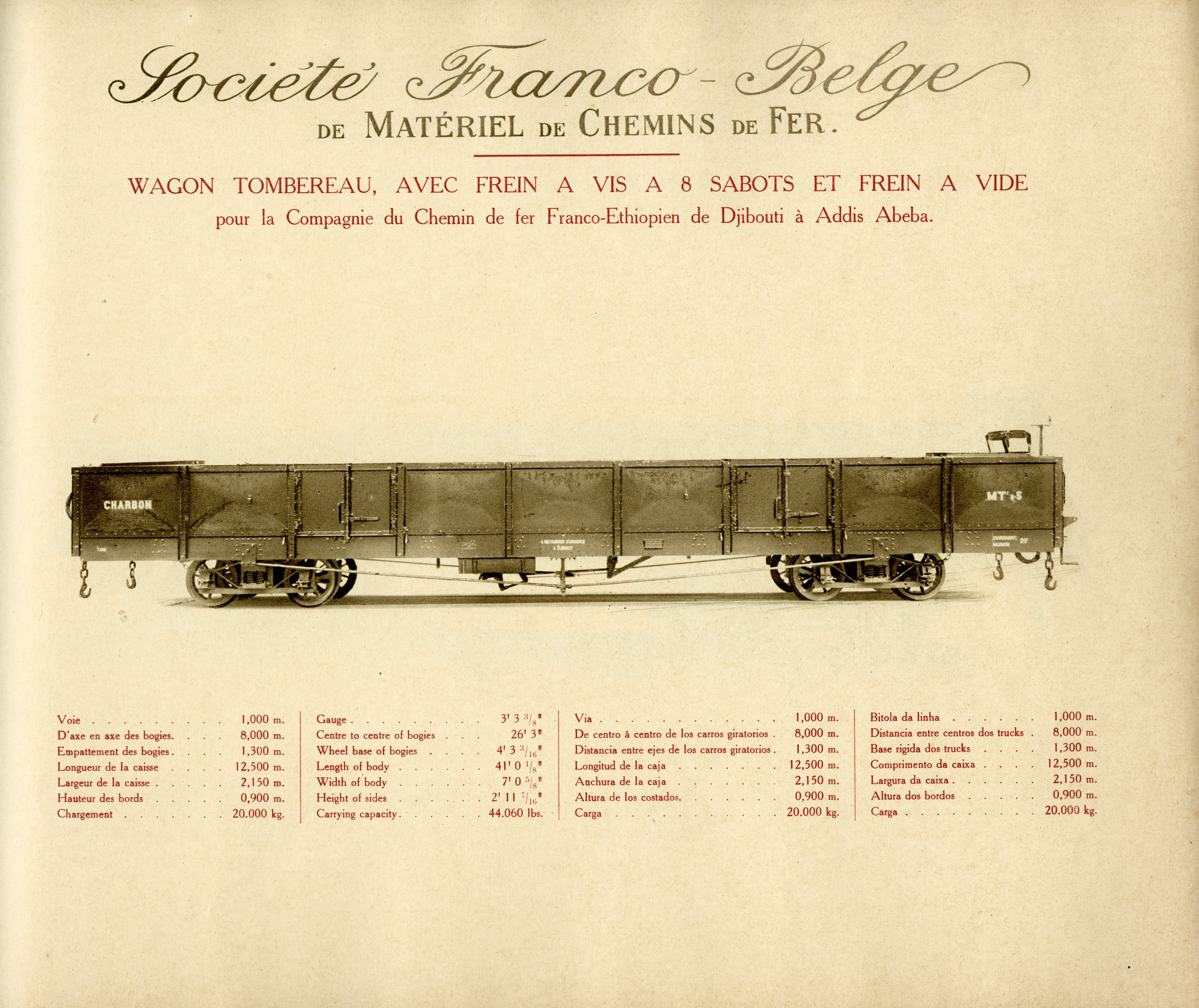
Un wagon tombereau de la CFE construit par Société franco-belge.

Il est à noter que la ligne Djibouti - Addis-Abeba est concurrencée par la construction d'une route joignant Assab à Addis-Abeba par Dessie et l'octroi d'une zone franche éthiopienne dans le port d'Assab, à la suite d'une convention italo-éthiopienne du 2 août 1928. Cette route est développée par les Italiens à partir de 1937 à la suite de l'invasion de l'Éthiopie.
Pour en revenir à la ligne Djibouti - Addis-Abeba, la demande croît tout de même fortement à la suite de l'invasion de l'Éthiopie par l'Italie en 1936,  mais la Compagnie ne parvient pas à augmenter les tonnages transportés, malgré la signature d'un accord entre Michel-Cote et les autorités coloniales italiennes dès le 1er juillet 1936. Une route est ouverte en 1937 afin de permettre le développement du commerce. Quoi qu'il en soit, des investissements permettent de réduire le temps de trajet, et en 1936 il ne faut plus que 25 heures pour parcourir la ligne entière.
En 1936, la société disposait de 60 locomotives, 45 voitures et 353 wagons.
À partir de la libération de l'Éthiopie par les Alliés, la voie ferrée est coupée à la frontière. Elle n'est rouverte qu'après le ralliement de la Côte française des Somalis en décembre 1942. Mais l'exploitation reste divisée. C'est l'accord franco-éthiopien du 5 septembre 1945 qui permet à la Compagnie de récupérer l'ensemble de la ligne à partir du 1er juillet 1946. Cette « rétrocession » engendre de nombreux mouvements de protestation des employés éthiopiens qui, promus durant l'administration britannique, se voient à nouveau remplacés aux postes de responsabilités par des Français.
En 1950, Antonin Besse, en conflit avec la compagnie de chemin de fer djibouto-ethiopien, relance la route joignant Assab à Addis-Abeba en y mettant 50 camions qui effectuent le trajet en une semaine et le trafic ne cesse d'augmenter au fil des ans.
L'exploitation de la ligne Djibouti - Addis-Abeba devient déficitaire à partir de 1954.

### La deuxième Compagnie du chemin de fer franco-éthiopien (1959-1981)
Le 12 novembre 1959, un accord diplomatique entre la France et l'Éthiopie modifie profondément la structure de la société. Les deux pays en deviennent propriétaires à parts égales, et le siège est transféré à Addis Abeba. Cependant, la direction générale et la direction technique restent confiées à des Français (détachés de la SNCF) jusqu'en 1975.

Le premier directeur général éthiopien est Bekele Geleta.

### Le chemin de fer djibouto-éthiopien (à partir de 1981)
Après la révolution éthiopienne de 1974 et l'indépendance de Djibouti en 1977, une nouvelle compagnie est créée entre les deux États par un accord du 21 mars 1981. L'Éthiopie est alors responsable de 90 % des déficits, et Djibouti de 10 %.
En 2006, une tentative de privatisation de la compagnie a échoué. Depuis, l'exploitation est interrompue entre Dire Dawa et Addis-Abeba (soit sur 472 km), dans l'attente d'une réhabilitation de la voie. Celle-ci tend à prendre du retard, d'autant plus qu'une bonne part du trafic fret a été capté par les transporteurs routiers qui ne tiennent pas particulièrement à une réhabilitation de la ligne.
Des projets de construction d'une nouvelle ligne électrifiée proposé par des entreprises chinoises (China Communications Construction et China Railway Engineering Corporation), associés à des sociétés indienne et russe, sont cependant jugés irréalisables étant donné les investissements nécessaires en infrastructures et le trafic minimal requis (entre 5 et 10 millions de tonnes) pour assurer la rentabilité d’une telle ligne.
Le service commercial a été officiellement rétabli le 22 juillet 2013 entre Dire Dawa en Éthiopie et Djibouti, mais il semblerait que des trains aient recommencé à circuler dès octobre 2012 sur ce tronçon . 

### Le chemin de fer franco-éthiopien au cinéma
Un voyage de Djibouti à Addis Abeba a été longuement filmé, vues dans le train, défilement des paysages et animation des gares dans le film Empty Quarter de 1985, époque où la desserte voyageurs était régulière.

### Une nouvelle ligne
En 2013, grâce à une conjoncture économique favorable, les gouvernements éthiopien et djiboutien sont convenus avec l'aide la Chine de reconstruire une ligne ferroviaire entre leurs deux capitales, dont le tracé suit approximativement celui du chemin de fer djibouto-éthiopien. Ainsi, un financement de près de 600 millions de dollars contracté auprès de Exim Bank of China, tandis que la China Civil Engineering Construction Corporation (en) (CCECC) a été désignée comme maître d'œuvre du nouveau chantier ferroviaire.
L'inauguration officielle de la nouvelle ligne a eu lieu le 5 octobre 2016, après quatre ans de travaux. Cependant, le lancement de l'exploitation eut lieu après quelques mois d'essais,.
L'exploitation est assurée par deux sociétés différentes, la « Ethiopian Railway Corporation » pour la partie éthiopienneet la « Société djiboutienne de chemin de fer »pour la partie djiboutienne de la ligne.

## Conséquences du chemin de fer
La longue domination française, et l'obligation concomitante de parler français pour travailler au CFE, explique que cette langue reste encore utilisée par la plupart des salariés du chemin de fer, y compris en Éthiopie.
Le chemin de fer a été la première, et longtemps la plus importante, entreprise industrielle d'Éthiopie. Elle a formé de nombreux techniciens, ouvriers, cadres, qui ont ensuite participé à l'industrialisation relative du pays.
En 2019, il restait 2 retraités et 6 bénéficiaires de pensions de réversion de la Caisse de retraite du chemin de fer franco-éthiopien (CRCFE), gérée par la Caisse des dépôts.

### Sources
- (fr) Brisse (André) [1901], «Djibouti et le chemin de fer du Harar», Annales de Géographie, t. 10, no 52. p. 370-373, en ligne.
- (en) Gilmour (T. Lennox) [1906], Abyssinia. The Ethiopian Railway and the Powers, London, Alston Rivers.
- (fr) Péroz (Étienne) [1907], Le chemin de fer éthiopien et le port de Djibouti, Paris, Comité de l’Afrique française, 31 p. + 6 pl., en ligne.
- (fr) Camut (Jean-Georges) [1935], Une expérience de réalisation ferroviaire africaine : le chemin de fer éthiopien Djibouti-Addis Abeba, Paris, Comité de l’Afrique française.

### Études
- Basuyau (Vincent) [1991], Le chemin de fer de Djibouti à Addis Abeba, Mémoire de DEA, Université de Paris I - Panthéon-Sorbonne, .
- (en) Christopher (John Barret) [1942], Ethiopia, the Powers and the Jibuti railway - 1899-1906, PhD thesis in History, Harvard University, dact.
- Fontaine (Hugues) [2012], Un Train en Afrique. African Train. Djibouti - Éthiopie, CFEE / Shama Books, Addis Abeba, 308 p.  (ISBN 978-9994486717).
- Imbert-Vier (Simon), Tracer des frontières à Djibouti. Des frontières et des hommes aux XIXe et XXe siècles, Paris, Karthala, 2011, 480 p., en particulier les chapitres 2 et 3
- Imbert-Vier (Simon), «La grève des cheminots éthiopiens en 1949 : d’une domination, l’autre», Le Mouvement social, n° 286, 2024, p. 95-109
- (en) Shiferaw Bekele [1982], The Railway, trade and politics : a historical survey (1896-1935), MA Thesis in History, Addis Ababa University, dir. David Chapple, dact.
- (en) Shiferaw Bekele [1991], «The Ethiopian railway and British finance capital, 1896-1902», Africa (Roma), vol. 46, no 3, p. 351-374
- Véronique Miguel-Addisu, « Les cheminots éthiopiens francophones en Éthiopie. Discours et identité plurielle d’une petite communauté linguistique », Annales d'Éthiopie, vol. 24, no 1,‎ 2009, p. 281–303 (DOI 10.3406/ethio.2009.1396, lire en ligne).
- Pasteau (Michel) [1984], «Évolution de la situation juridique du Chemin de fer de Djibouti à Addis Abeba de 1896 à 1977», in Proceedings of the 8th international conference on Ethiopian studies, vol. 2, p. 283-288.
- Van Gelder de Pineda (Rosanna) [1995], Le Chemin de fer de Djibouti à Addis-Abeba, L'Harmattan, Paris, 733 p.